# Mornant
Mornant is een gemeente in het Franse departement Rhône (regio Auvergne-Rhône-Alpes). De plaats maakt deel uit van het arrondissement Lyon. Mornant telde op 1 januari 2022 6.261 inwoners.

## Geografie
De oppervlakte van Mornant bedroeg op 1 januari 2022 15,76 vierkante kilometer; de bevolkingsdichtheid was toen 397,3 inwoners per km².

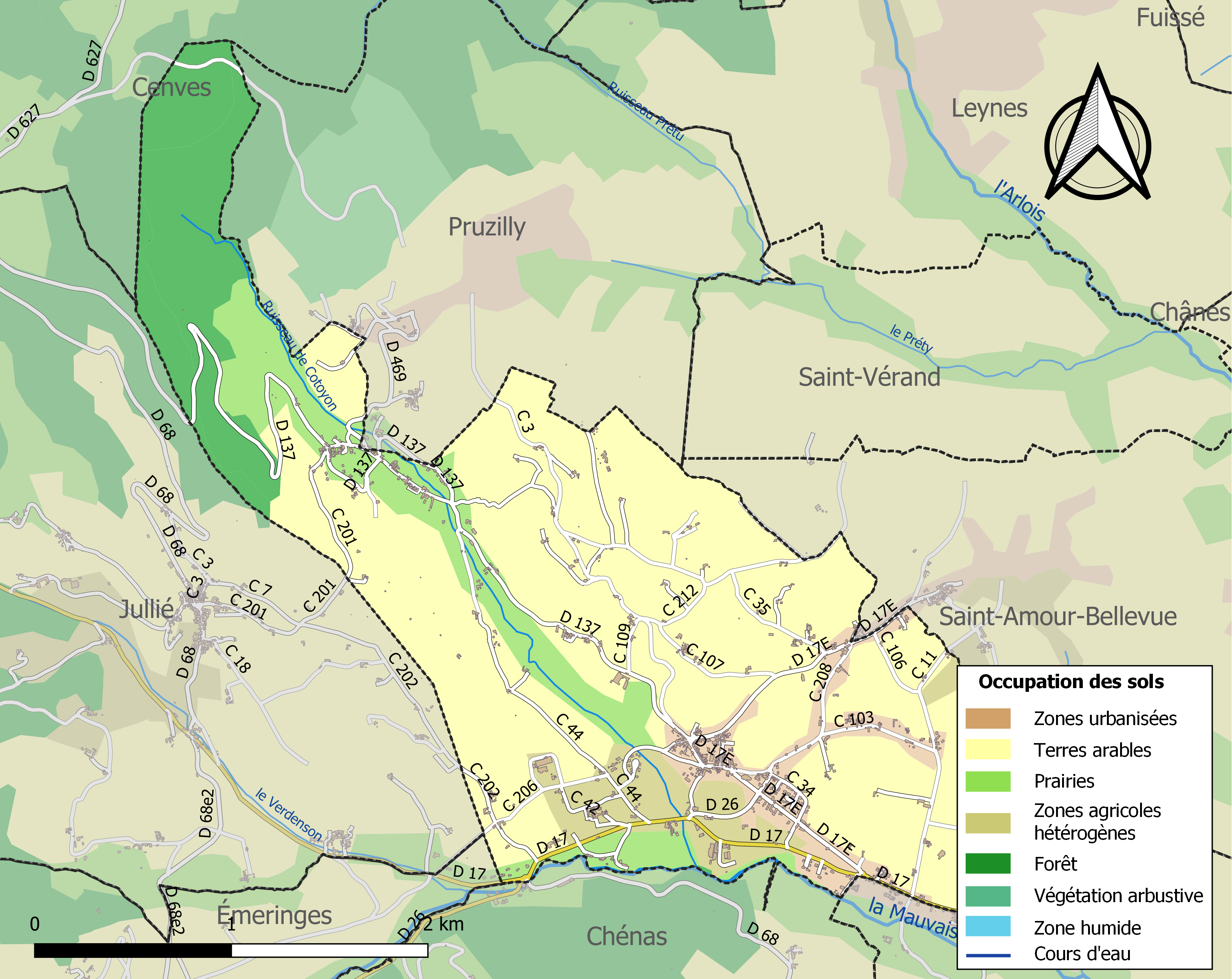
Kaart van de gemeente met de belangrijkste infrastructuur, bodemgebruik en omliggende gemeenten

## Demografie
Onderstaande figuur toont het verloop van het inwonertal (bron: INSEE-tellingen).